# メテルミコックス・セングリエンシス
メテルミコックス・セングリエンシス（Methermicoccus shengliensis）は、中国の油田から発見されたメタン生成古細菌である。
2007年に中国の勝利油田より分離された。現場環境は、海面下1680–1800m、75-80℃、約91気圧（9.24MPa）である。
基準株の記載によると、50-70℃で増殖する鞭毛を有する嫌気従属栄養性の好熱菌で、0.7〜1.0μm程度の大きさの球菌。メタノール、メチルアミンおよびトリメチルアミンからメタンを生成するが、その他のアルコール、酢酸、ギ酸、ジメチルスルフィド、水素/二酸化炭素などは利用しない。
その後の報告で、この種は他の化合物も利用するようである。これまでメタン菌は、比較的単純な基質しかメタン生成に利用しないとされてきたが、2016年に石炭を構成するメトキシ芳香族化合物から直接メタンを生成することが報告された。少なくとも基準株のZC-1株が34種類、AmaM株は35種類のメトキシ化合物をメタン生成に利用でき、実際に石炭培地でメタンを生成することもできる。天然ガスや石炭層のコールベッドメタン生成に関与する可能性もある。